# Gargasiceras
Genre
Gargasiceras est un genre d'ammonites (mollusques céphalopodes éteints) de la famille des Parahoplitidae. Les espèces de ce genre vivaient durant l'Aptien (Crétacé inférieur).
Des fossiles de ce genre ont été découverts en France, au Daghestan, au Turkménistan, au Mexique, en Colombie, au Venezuela, au Pérou et dans des carottes prélevées sur des forages pétroliers offshores à Abou Dabi.